# Les Yeux de la faim
Les Yeux de la faim è un singolo a scopo benefico pubblicato nel Québec, Canada. Il brano fu registrato da un supergruppo di artisti per raccogliere fondi da donare alla Fondation Quebec-Africa, un ente di beneficenza per aiutare le persone che affrontano la carestia in Africa, fondato nel 1985. Il brano fu scritto dal giornalista Gil Courtemanche e composta da Jean Robitaille e fu rilasciato in concomitanza con singoli simili come il brano anglo-canadese Tears Are Not Enough e l'americano We Are the World.

## Origine del progetto
Dopo il successo di Do They Know It's Christmas? di Band Aid nel Regno Unito e We Are the World di USA for Africa negli Stati Uniti, che è stato utilizzato per raccogliere fondi per aiutare i bambini poveri dell'Etiopia, il Québec tentò la fortuna creando la Fondation Quebec-Africa. Il progetto della fondazione fu quello di pubblicare una canzone eseguita dagli artisti québecchesi per aiutare i bambini etiopi, colpiti dalla carestia. La canzone fu intitolata Les Yeux de la faim. Il giornalista Gil Courtemanche scrisse i testi e il compositore e arrangiatore Jean Robitaille firmò le musiche.

## Registrazione
Jean Robitaille decise di produrre il singolo presso lo Studio Marko con l'ingegnere Richard Bélanger e con la partecipazione dell'Orchestre Métropolitain du Grand Montréal. Diverse case discografiche si erano inizialmente rifiutate di lanciare il singolo perché, secondo loro, non sarebbe stato di grande aiuto cambiare la situazione, già molto seria, dell'Etiopia. Infine, l'etichetta discografica Kébec-Discque lanciò il singolo nel maggio 1985 a condizione che i profitti derivanti dalle vendite del singolo (45 giri e 33 giri nel formato da 12 pollici) venissero pagati alla Fondation Quebec-Africa.

## Tracce
LP singolo 7'' (Canada)
1. Les Yeux de la faim – 4:33 (Gil Courtemanche, Jean Robitaille)
2. Les Yeux de la faim (Instrumental) – 4:33 (Courtemanche, Robitaille)

## Formazione
- Belgazou
- Céline Dion
- Claude Gauthier
- Claude Léveillée
- Daniel Lavoie
- Diane Juster
- Dominique Michel
- Donald Lautrec
- François Cousineau
- Gilles Vigneault
- Jacques Boulanger
- Jacques Michel
- Jean-Guy Moreau
- Jean-Pierre Ferland
- Louise Forestier
- Louise Portal
- Marie-Michèle Desrosiers
- Marjo
- Martine Chevrier
- Martine St-Clair

- Michel Lemieux
- Michel Louvain
- Michel Rivard
- Nanette Workman
- Nathalie Simard
- Nicole Martin
- Normand Brathwaite
- Patsy Gallant
- Peter Pringle
- Pierre Bertrand
- Pierre Lalonde
- René Simard
- Renée Claude
- Robert Leroux
- Sylvain Lelièvre
- Sylvie Tremblay
- Toulouse
- Yvon Deschamps
- Véronique Béliveau

Altri famosi artisti del Québec accettarono di partecipare al progetto solo come coristi. Questo è in particolare il caso di Pierre Létourneau, Georges Thurston noto come "Boule Noire", Gilles Valiquette e Patrick Norman.

## Premi e riconoscimenti
Nel 1986, la Society of Composers, Authors and Music Publishers of Canada (SOCAN) consegnò dei premi speciali agli autori, Gil Courtemanche e Jean Robitaille, e alla Fondation Quebec-Africa per onorare il loro impegno caritatevole.